# XX Cz.1
XX Cz. 1 (XX część pierwsza) – płyta zespołu Voo Voo, która nazwą nawiązująca do dwudziestolecia działalności zespołu przypadającego w roku wydania. Mimo statusu płyty jubileuszowej, wydana w roku 2005 płyta zawiera wyłącznie utwory premierowe.

## Historia powstania
... najlepiej będzie zrobić najpierw dwadzieścia numerów. I chodziło mi po głowie coś takiego: żeby pomieszać pomysły z „Płyty z muzyką”, czyli taką beatlesowską kantylenę i psychodeliczny momentami klimat, z jazzującą orientacją. Wiedziałem, że takie jazzujące granie jest nasze, że to jest coś od czego się już nie oderwiemy, bo to się fantastycznie sprawdza i koncertowo, i wszędzie, i to nam przysporzyło wiele fajnych emocji, i będziemy się z tym coraz bardziej zaprzyjaźniać. Tego, jeśli chodzi o płytę, byłem pewny. Natomiast to, że później pojawią się piosenki napisane przez Mateusza Pospieszalskiego, że dojdzie Karim Martusewicz z jakąś piosenką, że pojawi się również taki nurt, który ja nazywam „gastronomicznym”, a więc coś między piosenką przedwojenną a Tomem Waitsem... To wszystko okazało się w trakcie...

Płyta dostępna była w dwóch wersjach: digipack i w limitowanej edycji w liczbie 1000 sztuk w specjalnym tekturowym opakowaniu zaprojektowanym przez Jarosława Koziarę.

## Lista utworów
| 1.  | „Pic” | 2:10    |

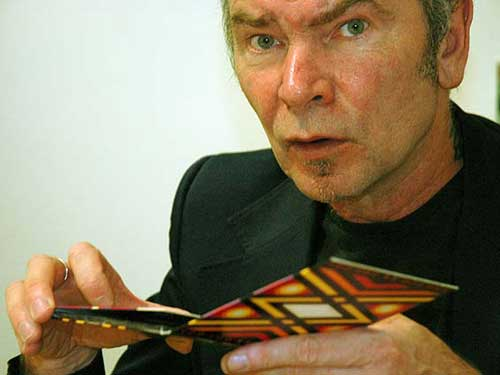
Wojciech Waglewski z płytą XX Cz.1

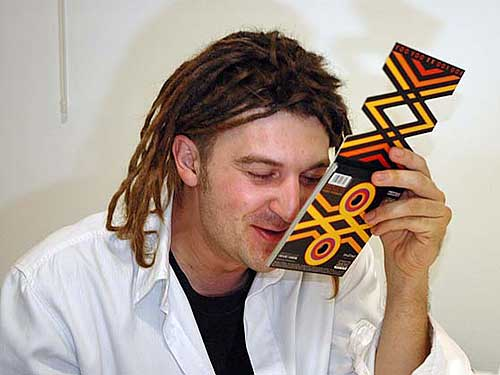
Karim Martusewicz z płytą XX Cz.1

|     | - Wojciech Waglewski – muzyka i słowa |         |
| 2.  | „Karim” | 4:43    |
|     | - Karim Martusewicz – muzyka - Wojciech Waglewski – słowa |         |
| 3.  | „Sedno” | 3:47    |
|     | - Wojciech Waglewski – muzyka i słowa |         |
| 4.  | „Niemowa (Nie bardzo mi się chce I)” | 2:38    |
|     | - Wojciech Waglewski – muzyka i słowa |         |
| 5.  | „Siadaj pan” | 4:25    |
|     | - Wojciech Waglewski – muzyka i słowa |         |
| 6.  | „Większa połowa (Nie bardzo mi się chce II)” | 2:38    |
|     | - Wojciech Waglewski – muzyka i słowa |         |
| 7.  | „Dusza rusza” | 2:22    |
|     | - Wojciech Waglewski – muzyka i słowa |         |
| 8.  | „Lustro” | 3:38    |
|     | - Wojciech Waglewski – muzyka i słowa |         |
| 9.  | „Kręcę” | 2:51    |
|     | - Wojciech Waglewski – muzyka i słowa |         |
| 10. | „Dziewczynko chłopczyku” | 2:42    |
|     | - Wojciech Waglewski – muzyka i słowa |         |
| 11. | „Ckni się” | 3:06    |
|     | - Wojciech Waglewski – muzyka i słowa |         |
| 12. | „Tu i tam bywam” | 4:26    |
|     | - Wojciech Waglewski – muzyka i słowa |         |
| 13. | „Państwo się znudziło” | 3:57    |
|     | - Mateusz Pospieszalski – muzyka - Wojciech Waglewski – słowa |         |
| 14. | „Nie muszę musieć” | 3:46    |
|     | - Wojciech Waglewski – muzyka i słowa |         |
| 15. | „Napity” | 2:38    |
|     | - Wojciech Waglewski – muzyka i słowa |         |
| 16. | „Leję po państwu” | 2:59    |
|     | - Wojciech Waglewski – muzyka i słowa - gościnnie: - Lech Janerka – śpiew |         |
| 17. | „Sej” | 3:48    |
|     | - Mateusz Pospieszalski – muzyka - Wojciech Waglewski – słowa |         |
| 18. | „Kula hula” | 3:52    |
|     | - Wojciech Waglewski – muzyka i słowa - gościnnie śpiew: - Marysia Peszek - Lech Janerka - Muniek Staszczyk - Maciej Januszko - Adam Burzyński - Andrzej Mazurek - Robert „Świergol” Świerczyński - studentki Karima Martusewicza z Krakowskiej Szkoły Jazzu i Muzyki Rozrywkowej: - Gosia Auron - Paulina Toporowska - Magda Falfus |         |
| 19. | „Funfara” | 1:24    |
|     | - Mateusz Pospieszalski – muzyka |         |
| 20. | „Wagle” | 4:27    |
|     | - Wojciech Waglewski – muzyka i słowa - gościnnie: - Emade – bębenki - Fisz – chórki |         |
|     | | 1:06:17 |
|     | |         |

## Wykonawcy
- Wojciech Waglewski – gitary, syntezatory, śpiew, słowa
- Mateusz Pospieszalski – saksofony, instrumenty klawiszowe, harmonium, śpiew
- Karim Martusewicz – gitara basowa, kontrabas
- Piotr „Stopa” Żyżelewicz – perkusja

## Realizatorzy i obsługa
Nagrania zrealizowano w Media Studio
- Piotr „Dziki” Chancewicz – produkcja, realizacja, mix
- Leszek Kamiński – mastering
- Przemek Nowak, Rafał Smoleń, Robert „Świergol” Świerczyński – edycja

Koncerty promocyjne płyty:
- Mirek „Kiton” Olszówka – kreator koncertów i manago
- Darek „Filek” Filozof – aranżacje światłem
- Andrzej „Mancio” Mazurek – mistrz kierownicy i opiekun sceny
- Piotr „Dziki” Chancewicz – I realizator dźwięków
- Sławek Gładyszewski – II realizator dźwięków
- Maciek „Prolek” Proliński – niusy i historię zespołu spisujący
- Jarek Koziara – oprawca graficzny i scenograficzny
- Piotr Wysocki – oprawca komputerowy

## Single
- „Nie muszę musieć”

## Sprzedaż
| Lista | Kraj   | Pozycja |
| ----- | ------ | ------- |
| OLiS  | Polska | 15      |